# Hohenentringen

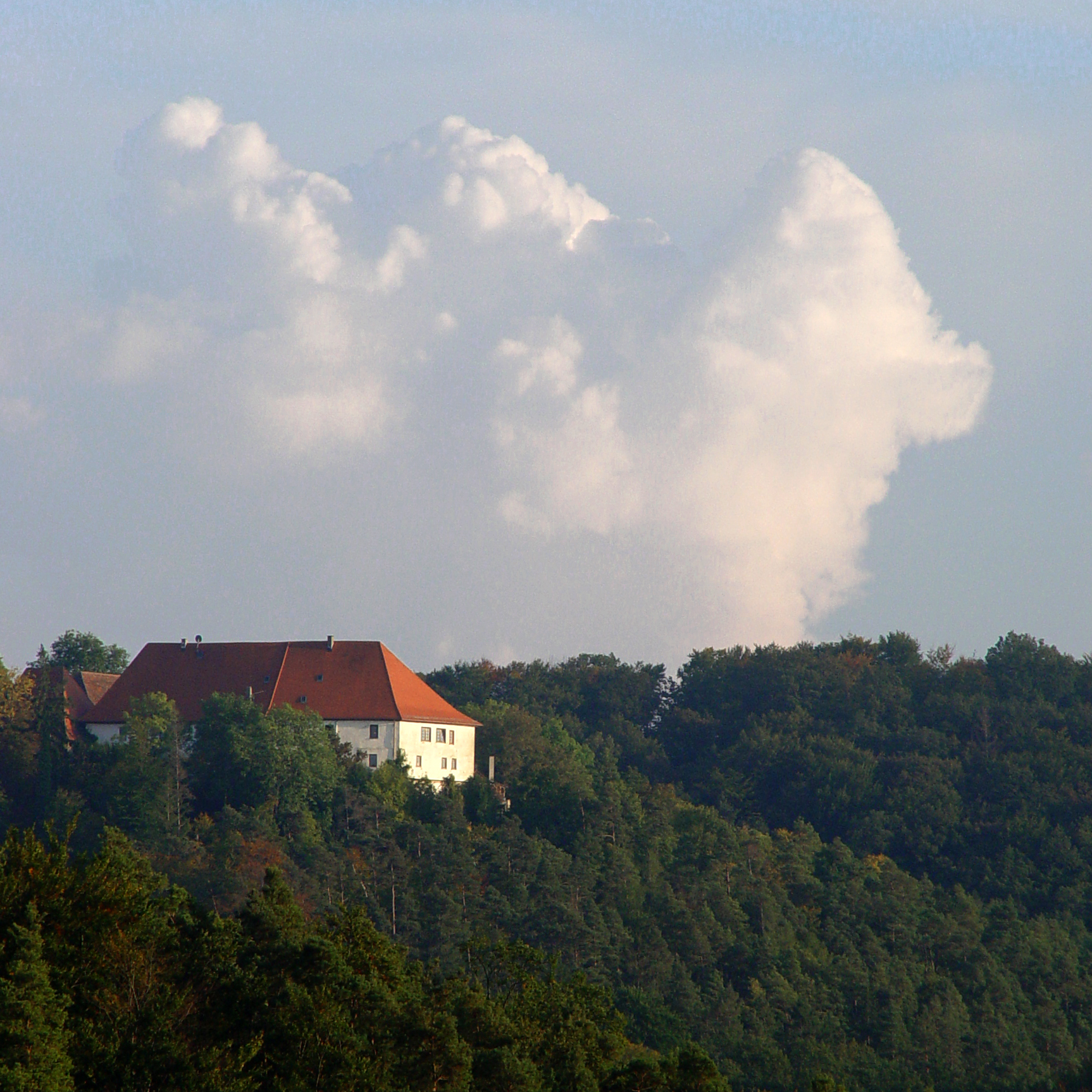
Hohenentringen

Das Schloss Hohenentringen liegt am Schönbuchrand wenig östlich von Ammerbuch-Entringen und westlich von Tübingen-Hagelloch. Es liegt zwar auf dem Gebiet der Gemeinde Ammerbuch, ist aber auf öffentlich befahrbarem Weg nur von Hagelloch aus zu erreichen.

## Geschichte
Die erste schriftliche Namensnennung eines Entringer Adelsherrn findet sich in der Gründungsurkunde des Klosters Hirsau von 1075. Hier werden adlige Ritter als Zeugen genannt, unter anderem ein Adalbertus de Antringen. Diese haben die Burgen in Entringen gebaut.
Die Stammburg der Entringer Herren befand sich vermutlich östlich des Chores von St. Michael in Entringen. Die Burg Graneck war die mittlere Burg, auf die der Flurname Mittel-Bürketle hinweist. Es sind nur wenige Mauerreste erhalten. Das Schloss Hohenentringen entstand im 12. Jahrhundert oben auf dem Berg, vermutlich weil es unten im Dorf zu unsicher war. 
Um 1300 starben die Entringer Herren aus. Danach übernahmen die Ehinger, Hailfinger und Gültlinger die Burg. In der Gastwirtschaft befinden sich die Wappen von zwanzig Besitzerfamilien.

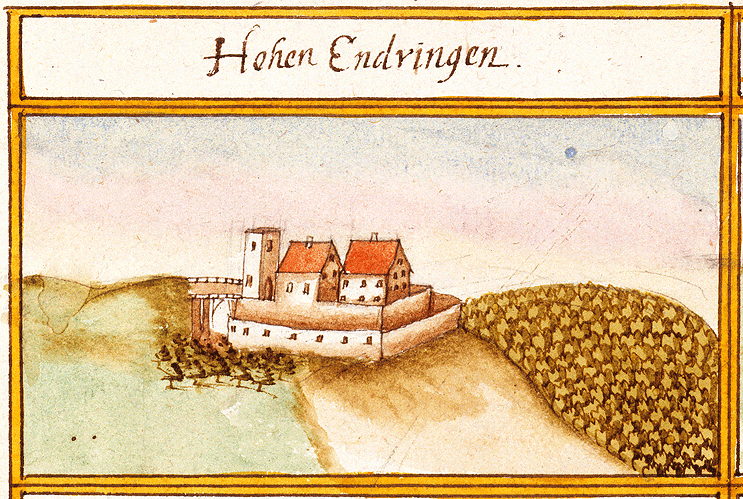
Darstellung von Hohenentringen 1683 im Württembergischen Forstlagerbuch

Die heutige Burg entstand im 15. und 16. Jahrhundert und wurde öfter umgebaut.
1417 bewohnten 5 verwandte Familien die Burg. Der Sage nach gingen sie sonntags mit ihren 100 Kindern in so stattlichem Zug zur Kirche, dass die ersten bei Dorf anlangten, während die letzten das Schloss verließen. Diese Szene ist 1913 von Gunhild von Ow gemalt worden und hängt heute in der Gaststube.

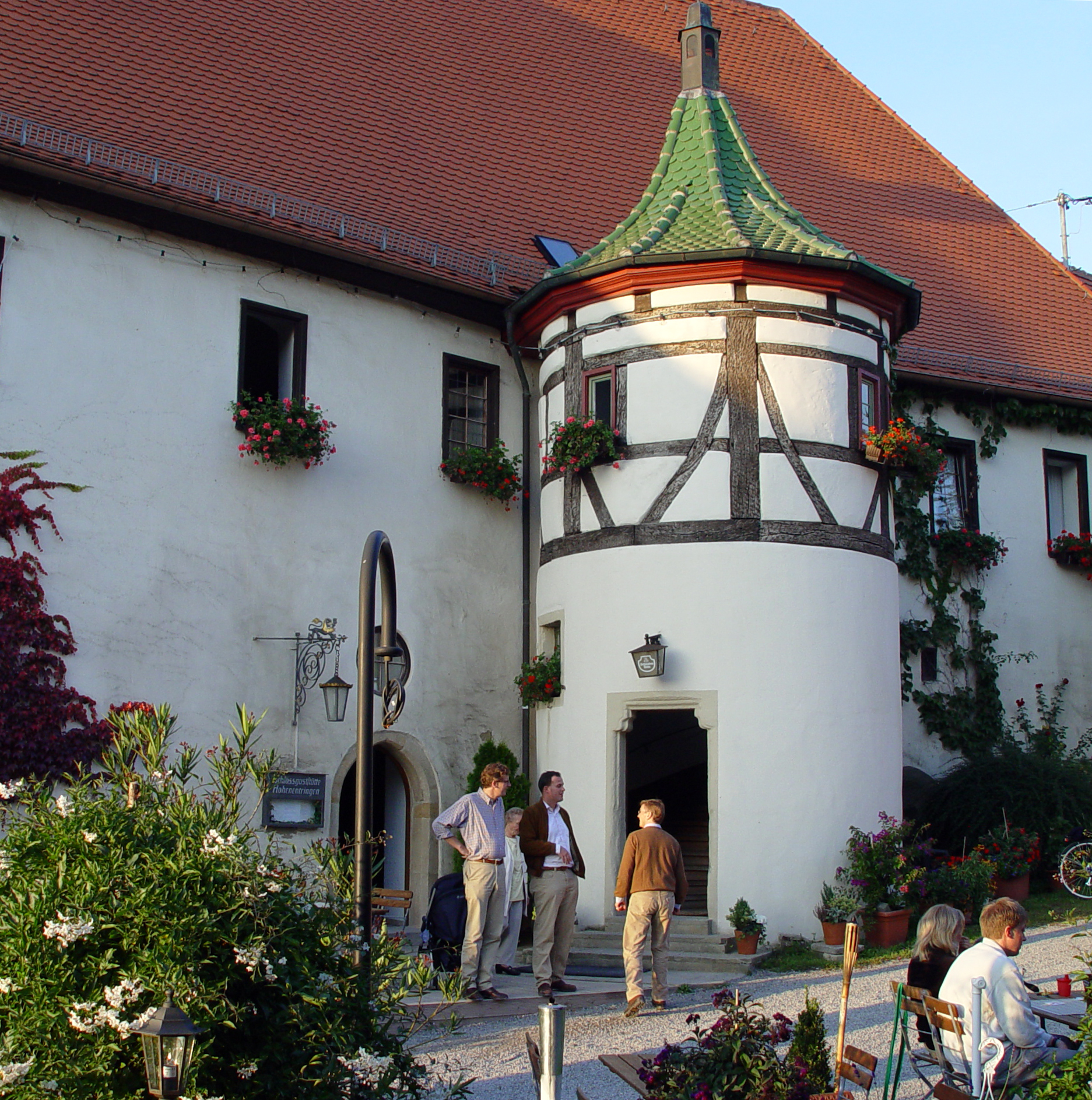
Eingangsturm zum Schloss

1428 wurde auf Hohenentringen Georg von Ehingen als eines von 19 Kindern von Rudolf von Ehingen und seiner Frau Agnes geb. von Haimertingen geboren, der als Ritter über Rhodos ins Heilige Land zog und gegen die Türken kämpfte. 
Graf Eberhard hatte 1468 Teile der Burg in Entringen gekauft und schenkte sie 1474 Barbara Gonzaga von Mantua als Hochzeitsgabe. 1503 verstarb sie auf Hohenentringen.
Der heutige mächtige Bau wurde 1720 errichtet. Die beiden Wirtschaftsgebäude an der Hofeinfahrt stammen von 1724 und 1727.

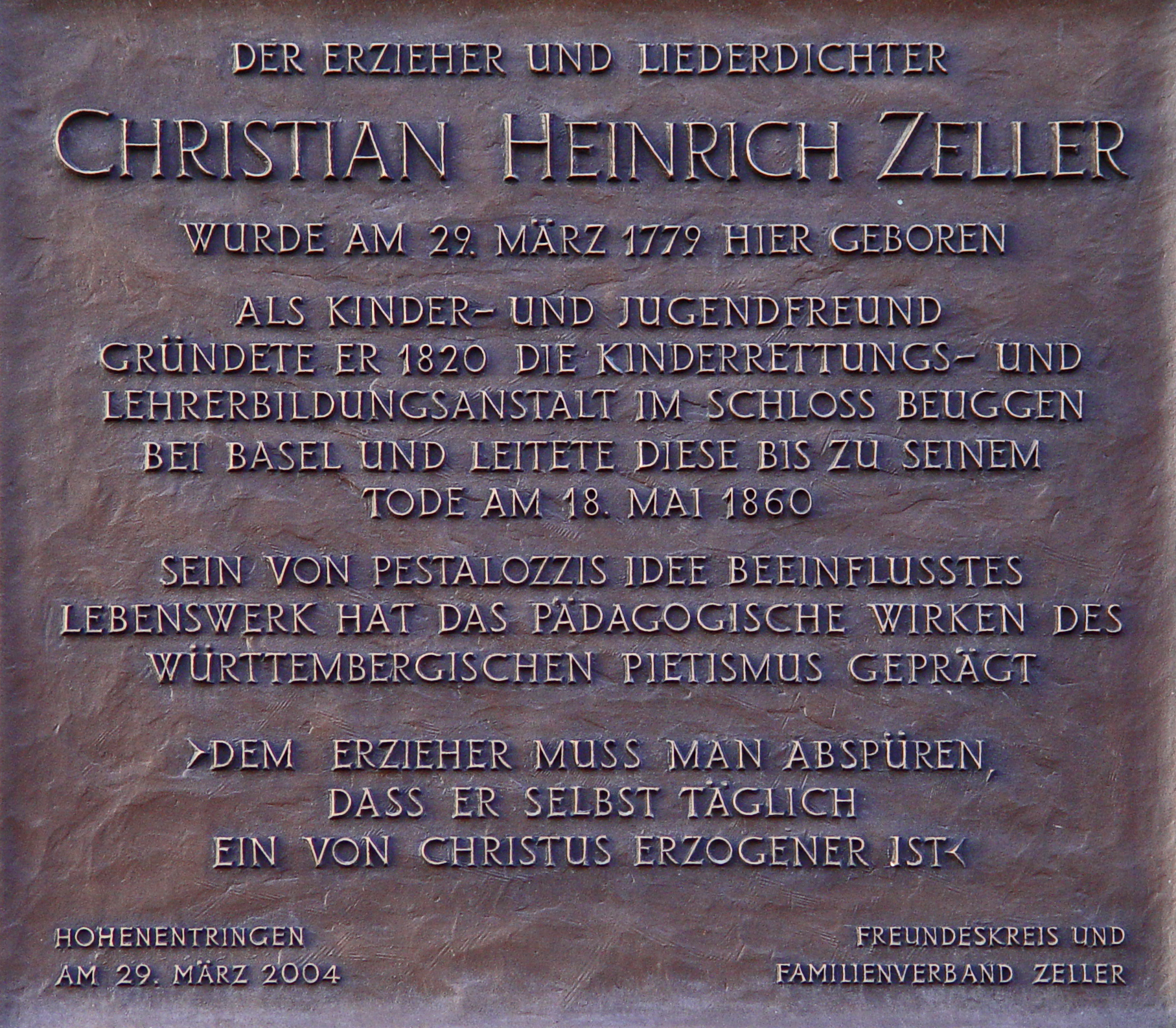
Gedächtnistafel für Christian Heinrich Zeller

Der Reformpädagoge Carl August Zeller wurde am 15. August 1774 auf Hohenentringen geboren. Sein Bruder, der Pädagoge und Pionier der Inneren Mission Christian Heinrich Zeller kam am 29. März 1779 ebenfalls auf Hohenentringen zur Welt.

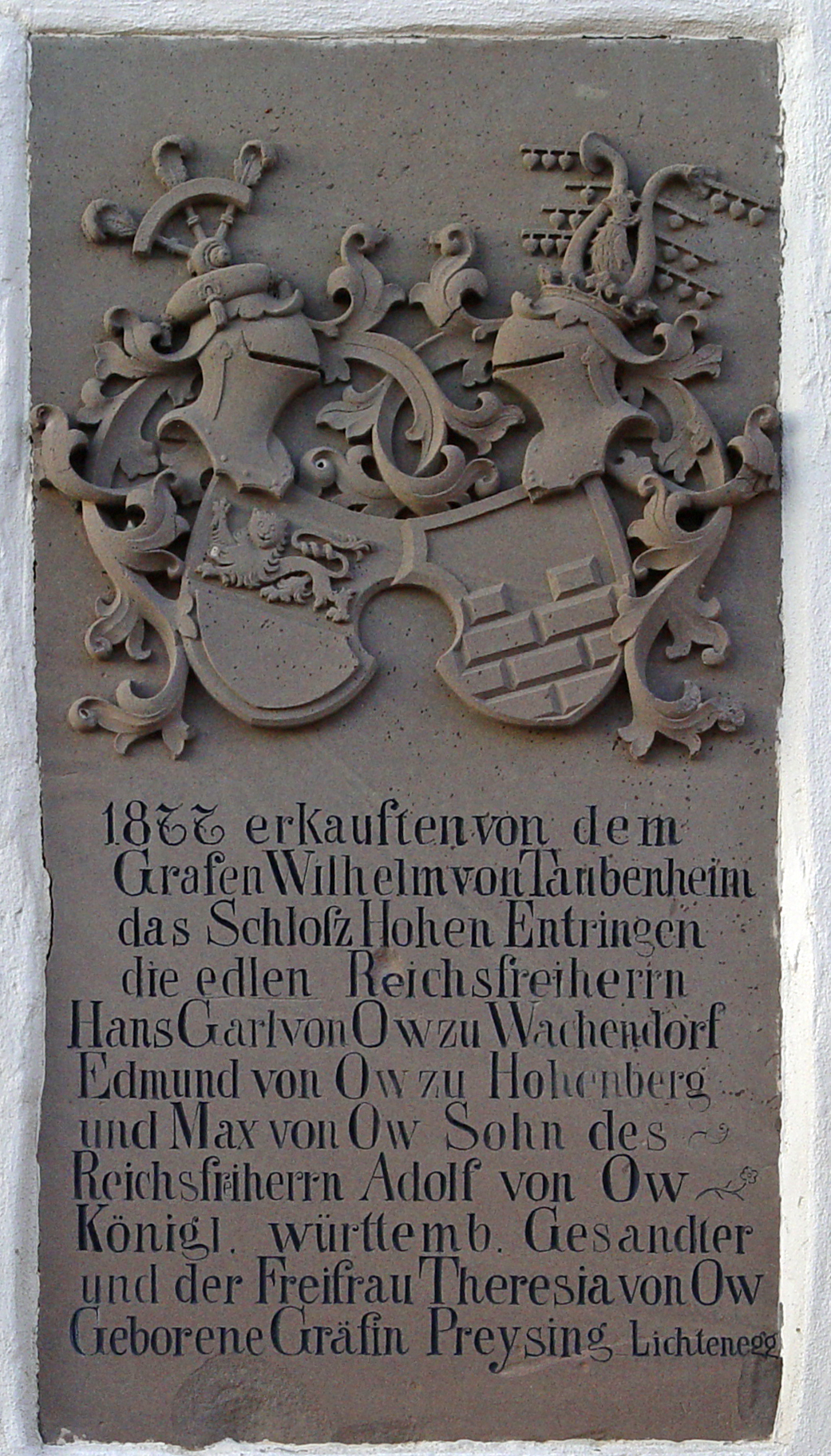
Gedenkstein vom Besitzerwechsel 1877

1877 wurden die Freiherren von Ow Besitzer des Schlossgutes, die es von dem Grafen Wilhelm von Taubenheim erwarben, dem Kammerherrn des Königs Karl von Württemberg und Schwager des Herzogs Wilhelm von Urach.
1908 veröffentlichte Bernhard Rost aus Chemnitz in Tübingen das Liederbuch von Hohenentringen.

## Gegenwart
Seit der zweiten Hälfte des 20. Jahrhunderts ist die Schlossgaststätte ein beliebter Ausflugsort der Studenten von Tübingen. Die Mostbowle war berühmt. 
Seit 1982 wird die Schlossgaststätte von der Pächterfamilie Bauer betrieben.